# Ad Statuas (Ács)
Ad Statuas era un forte romano che faceva parte della catena di postazioni militari presenti lungo il limes danubiano nel settore pannonico. Si trova nei pressi della cittadina di Ács-Vaspuszta
in Ungheria, nella provincia di Komárom-Esztergom. Accanto al forte vi era anche un paio di torri di osservazione (burgi).

## Forte
Dénes Gabler ha suggerito che la prima posizione del campo in legno e terra si trovasse a poche centinaia di metri ad est del forte più tardo in pietra. Esso venne probabilmente costruito all'inizio del II secolo, durante il regno dell'imperatore Traiano (98-117). Gabler ha quindi pubblicato nel 2003 il risultato dei suoi scavi ad Ács-Vaspuszta.
I ritrovamenti archeologici del primo forte in legno si trovavano sullo stesso sito di fortificazioni successive. Grazie alla sua tipologia costruttiva, Gabler è stato in grado di datarli all'inizio dell'epoca traiana. Lo scavo archeologico ha messo in evidenza parte del fossato meridionale del forte, nella zona subito sotto il successivo edificio in pietra dei principia, la cui altezza doveva essere pari a circa 2,1-2,4 metri.
A causa della continue inondazioni, poco dopo il 117 d.C., durante il regno dell'imperatore Adriano (117-138), fu necessario costruirne uno nuovo di legno. Anche se fu ricostruito nello stesso luogo, tuttavia, venne spostato 40 metri più a sud. L'evidenza archeologica ha dimostrato è divenne sede della Cohors I Thracum equitata. Il muro di terra era supportato da un sistema di travi rettangolari larghe da 3,60 a 3,80 metri. Aveva quattro porte ed i suoi angoli risultavano arrotondati. Il fossato nella zona della Porta Decumana era a forma della cosiddetta clavicula. Ad oggi, non ha eguali lungo l'intero tratto di limes pannonicus. Sono stati trovati numerosi reperti di terra sigillata, che apparterrebbero alla tipologia gallia della località di Lezoux nel Clermont-Ferrand e che cessò la produzione nel I secolo (con il timbro di fabbricazione di un certo Cobnertus). Questo materiale ceramico risalirebbe però al tempo dell'imperatore Antonino Pio (138-161).
Una dedica al tempo dell'imperatore Marco Aurelio, sembra ricordare una vittoria romana sulle popolazioni che abitavano a nord del limes danubiano (i Quadi), durante le guerre marcomanniche, avvenuta forse non molto lontano da questo forte. Sembra poi che il forte fu distrutto nel periodo compreso tra il 170 ed il 178.